# Iuput I
Iuput I (Juput I) – władca starożytnego Egiptu z XXIII dynastii libijskiej, z czasów Trzeciego Okresu Przejściowego. Rezydował w Tebach. Być może syn i koregent Padibasteta. Według J.v Beckeratha władzę sprawował w latach 816-800 p.n.e. Według K.A. Kitchena był niewiele znaczącym władcą w Tebach w czasie panowania Padibasteta. 2. rok jego panowania wzmiankowany na zapisach nilometru  w Karnaku, z 16. roku panowania Padibasteta. Znane jest również imię jego żony. Była nią Tentkat.
| G39 | N5 |

| G39 | N5 |

| M17 | Y5 · N35 · N36 | E9 · HASH | U33 | M17 |

| M17 | Y5 · N35 · N36 | E9 · HASH | U33 | M17 |

| M17 | Y5 · N35 · N36 | E9 · HASH | U33 | M17 |

| M17 | Y5 · N35 · N36 | E9 · HASH | U33 | M17 |

| G39 | N5 |

| G39 | N5 |

| M17 | Y5 · N35 · N36 | E9 · HASH | U33 | M17 |

| M17 | Y5 · N35 · N36 | E9 · HASH | U33 | M17 |

| M17 | Y5 · N35 · N36 | E9 · HASH | U33 | M17 |

| M17 | Y5 · N35 · N36 | E9 · HASH | U33 | M17 |